# Francisco Heráclio do Rego
Francisco Heráclio do Rêgo, ou coronel Chico Heráclio, (Bom Jardim, 3 de outubro de 1885 — Limoeiro, 17 de dezembro de 1974) foi um proprietário rural brasileiro de destacada influência política na cidade pernambucana de Limoeiro.  Chico foi base de inspiração para o Coronel Limoeiro, do Chico Anysio Show.  